# Kalmár Rozália
Kalmár Rózsi, névvariáns: Kalmár Rózsi, Rátkai Mártonné (Inke, 1902. augusztus 7. – Budapest, 1988. március 24.) magyar színésznő.

## Életpályája
Kalmár György béres és Csik Ágnes (1883–1963) gyermekeként született. Színésznőként Rózsahegyi Kálmán színiiskolájában végzett. Rövid ideig tartó színészi pályáját 1921-ben a Renaissance Színházban kezdte, 1923-tól egyik alapító tagja volt a Terézkörúti Színpadnak. 1924-ben feleségül ment Rátkai Mártonhoz és visszavonult a színpadtól.

## Színházi szerepeiből
- Orbók Attila: A tünemény... Slavinszky grófné
- Félix Gandéra: Hol a férjem?... Salvadorné
- Szenes Béla: Végállomás... Dr. Vassné